# Aloëblättriges Filzmützenmoos
Das Aloëblättrige Filzmützenmoos (Pogonatum aloides) ist eine Laubmoos-Art aus der Familie Polytrichaceae. Es wurde auch unter dem Synonym Polytrichum aloides Hedw. beschrieben.

## Merkmale
Die dunkelgrünen Pflanzen wachsen in Herden oder lockeren Rasen, sind 0,5 bis 2 Zentimeter hoch, nicht verzweigt und erinnern im Aussehen mit ihren um 1 Zentimeter breiten Rosetten an eine Aloe. Die Blätter sind im unteren Stämmchenabschnitt klein und werden nach oben hin rasch größer. Die oberen Blätter sind lanzettlich, zugespitzt, 4 bis 7 Millimeter lang und haben eine breitere, hyaline, scheidige Blattbasis, die fast ein Drittel der gesamten Blattlänge einnimmt. Die Blattrippe reicht bis in die Blattspitze, sie ist am Rücken gesägt. Ebenso sind die Blattränder weit herab gesägt, die einzelnen Zähne sind mehrzellig. Auf der Oberseite (Ventralseite) der Blattspreite befinden sich 40 bis 60 Lamellen, sie bestehen aus gleichförmigen, glatten Zellen. Die Blattzellen sind im oberen Blattteil rundlich bis vier- oder sechsseitig, 15 µm groß, über dem Basalteil kleiner und im Scheidenteil länger und breiter, rhombisch bis rechteckig und hyalin.
Das Moos ist diözisch und fruchtet häufig, die Sporenreife erfolgt im Herbst und Winter. Die rote Seta ist etwa 1,5 bis 3 Zentimeter lang. Die aufrechte Kapsel ist kurz zylindrisch, zuerst rund und gelbgrün, später hellbraun, trocken runzelig und unter der Mündung schwach eingeschnürt. Der Kapseldeckel ist kegelig bis kurz geschnäbelt, die Kalyptra filzig behaart.

## Ökologie und Verbreitung
Das Aloëblättrige Filzmützenmoos ist ein Pioniermoos und wächst auf kalkfreien, meist sandig-lehmigen, wechselfeuchten, lichten bis schattigen Rohböden, seltener über dünnen Humusauflagen oder Lösslehm. Bevorzugte Standorte sind Wegböschungen und Wegränder in Wäldern, Erdraine, Erdanrisse oder Wurzelteller von umgestürzten Bäumen. Es ist von der Ebene bis in die subalpine Stufe verbreitet, besonders außerhalb der Kalkgebiete.
In Europa kommt es besonders in Mittel- und den gemäßigten Breiten Nordeuropas vor, außerhalb Europas noch in Neuseeland, hier wurde es eingeschleppt. Bei Angaben über Vorkommen in Asien und Afrika handelt es sich vermutlich um Fehlbestimmungen.

## Varietäten
Das Aloëblättrige Filzmützenmoos bildet mit dem Zwerg-Filzmützenmoos zuweilen Bastarde, die als var. aloides und var. minimum beschrieben werden. Kleinwüchsige und sterile Formen des Aloëblättrigen Filzmützenmooses sind vielfach nur sehr schwierig vom Zwerg-Filzmützenmoos zu unterscheiden.